# IC 2321
IC 2321 је појединачна звијезда у сазвјежђу Рак која се налази на листи објеката дубоког неба у Индекс каталогу.
Деклинација објекта је + 18° 28' 7" а ректасцензија 8h 21m 39,1s.